# Viktor Lutze
Viktor Lutze (28 de diciembre de 1890 - 2 de mayo de 1943) fue un militante nacionalsocialista, destacado por haber sido comandante en jefe de las milicias Sturmabteilung (SA) tras haber sucedido a Ernst Röhm después de la noche de los cuchillos largos.

## Biografía
Lutze nació en Bevergern, en la provincia de Westfalia. Después de una corta carrera en una oficina de correos, se unió al Ejército Imperial alemán en 1912. Tras el comienzo de la Primera Guerra Mundial, sirvió en varias unidades, fue comandante de compañía y llegó a ser herido gravemente en cuatro ocasiones. Tras el final de la contienda fue desmovilizado.

### Carrera en el Partido Nazi y las SA
Poco después del final de la contienda Lutze se unió al Deutschvölkischer Schutz- und Trutzbund. Posteriormente, en 1922, se uniría al Partido Nacionalsocialista Obrero Alemán (NSDAP). Desde muy pronto mantuvo una estrecha relación con Franz Pfeffer von Salomon, uno de los primeros líderes de la milicia del partido, las Sturmabteilung (SA). Juntos, determinaron la estructura de la organización.
Trabajó junto a Albert Leo Schlageter en la organización de una resistencia/satobaje de la ocupación franco-belga del Ruhr en 1923. Su organización del Ruhr para las secciones de las SA de allí se acabaría convirtiendo en un modelo para otras regiones después de 1926. En octubre de 1931 organizó en Braunschweig un mitin conjunto los efectivos tanto de las SA como las SS como una demostración de fuerza y una muestra de lealtad hacia el líder nazi, Adolf Hitler. En enero de 1933 los nazis lograron hacerse con el poder después de que Hitler fuera nombrado Canciller de Alemania. Más de 100.000 hombres asistieron al mitin que el SA-Gruppe Nord, bajo el liderazgo de Lutze, organizó. Durante el encuentro las SA juraron fidelidad a Hitler y éste, en correspondencia, autorizó el incremento del tamaño de las SA en 24 nuevos Standarten (formaciones con el tamaño de un regimiento). Hitler nunca olvidó esta muestra de lealtad organizada por Lutze. Incluso, llegó a crearse una medalla para conmemorarse el evento. Lutze también sería promocionado y fue ascendido al rango de SA-Obergruppenführer. 
En marzo de 1933 fue nombrado presidente de la policía de Hanóver y posteriormente gobernador provincial.

### Noche de los cuchillos largos
El entonces comandante en jefe de las SA, Ernst Röhm, cada vez tenía una política más distanciada de Hitler y de sus colaboradores, una situación que cada vez se hizo más difícil. Lutze fue uno de los que informó a Hitler sobre las críticas de Röhm hacia la política oficial del gobierno nazi. Bajo la dirección de Hitler, Reinhard Heydrich, Heinrich Himmler, Hermann Göring y Viktor Lutze redactaron listas de aquellos que debían ser liquidados, empezando por los siete principales líderes de las SA —incluido Röhm— y otros muchos más. En lo que llegaría a ser conocido como «noche de los cuchillos largos» (el 30 de junio de 1934), la jefatura de las SA fue descabezada y muchos de sus líderes fueron asesinados por las SS y la Gestapo. El propio Röhm fue arrestado y asesinado poco después, en la misma celda de la prisión donde se encontraba.
Después de la purga de las SA, Lutze sucedió a Röhm como Stabschef SA, pero lo cierto es que —después de la Noche de los cuchillos largos— las SA nunca volvieron a tener el rol prominente que habían tenido en los primeros días del partido. De hecho, el papel de Lutze como nuevo líder de las SA se limitó a supervisar una gran reducción de las SA, una medida que fue bien recibida tanto por las SS como por el Heer. A excepción del papel que tuvieron como fuerzas auxiliares durante la Kristallnacht, en noviembre de 1938, las SA no volvieron a destacar nunca más. De tres millones de miembros en junio de 1934 habían bajado a poco más de un millón en abril de 1938.

### Accidente y fallecimiento
El 1 de mayo de 1943 Lutze resultó gravemente herido en un accidente de coche cerca de Potsdam mientras viajaba con su hija mayor Inge y con su hijo Viktor, que era quien conducía. La hija moriría poco después a consecuencia de las gravísimas heridas. Viktor Lutze también moriría al día siguiente en un Hospital de Potsdam consecuencia de las heridas sufridas, y a pesar del intensivo tratamiento médico que recibió y de los esfuerzos de su médico personal, Werner Forssmann.
Hitler nombró a Wilhelm Scheppmann para suceder a Lutze como Stabschef SA, aunque para aquella época la organización se encontraba totalmente marginada.